# Han Jingdi
Han Jingdi, vero nome Liu Qi (188 a.C. – 141 a.C.), è stato imperatore in Cina della Dinastia Han dal 156 a.C. al 141 a.C.

## Ere storiche
- Zhongyuan (中元 zhōng yúan) 149 a.C.-143 a.C.
- Houyuan (後元 hòu yúan) 143 a.C.-141 a.C.

## Informazioni personali
| Padre                | (quinto figlio di) Wendi                                      |
| Madre                | Dou (imperatrice Han)                                         |
| Mogli                | Bo (imperatrice Han) (morta: 150 a.C.) Wang (imperatrice Han) |
| Principali concubine | Consorte LI Consorte Cheng Consorte Deng Consorte Wang        |
| Figli                | 14 figli tutti col titolo di sovrano wang                     |